# Elfwood
Elfwood er en populær hjemmeside/kunstgalleri dedikeret til original science fiction og fantasy kunst og litteratur. Siden blev startet 1. maj 1996 af Thomas Abrahamsson Arkiveret 18. december 2007 hos  Wayback Machine og beskriver sig selv som verdens største science fiction og fantasy kunstside. Den er opdelt i tre gallerier:
- SF&F Art (Science Fiction og Fantasy) er den centrale sektion (den var tidligere delt i to sektioner, "Lothlorien" til high fantasy kunst og "Zone 47" til science fiction og moderne/futuristisk fantasykunst).
- Wyvern's Library er til noveller og poesi med sci-fi og fantasy temaer.
- FanQuarter omhandler fanart baseret på visuelle medier såsom spil, film, tegneserier eller tv-serier – med sci-fi eller fantasytemaer.

Elfwood har også en sektion kaldet FARP Arkiveret 28. september 2007 hos  Wayback Machine (Fantasy Art Resource Project) som indeholder hjælp og guides til at skrive, tegne eller andet der kan være nyttigt at vide for amatørkunstnere.
| Internet | Spire Denne internet-relaterede artikel er en spire som bør udbygges. Du er velkommen til at hjælpe Wikipedia ved at udvide den. |